# 1958-as Formula–1 holland nagydíj
Az 1958-as Formula–1-es világbajnokság harmadik futama a holland nagydíj volt.

## Futam
Az egy hét múlva megrendezett holland nagydíj időmérő edzését a Vanwall uralta. Stuart Lewis-Evans szerezte meg a pole-t csapattársai, Moss és Brooks elől. A második sorból Behra és Brabham, míg a harmadikból Hawthorn, Schell és Maurice Trintignant indulhatott. A futamra egy hétfői munkaszüneti napon került sor, így nagy tömeg kísérte figyelemmel az eseményeket. A rajtot követően Moss állt az élre Lewis-Evans, a jól rajtoló Schell és Brooks előtt, akinek az autója egy kisebb ütközés következtében megsérült, így ki kellett állnia a boxba, hogy kijavítsák a károsodást. Ennek köszönhetően a negyedik helyet Roy Salvadori vette át. A 12. körben Schell megelőzte Lewis-Evanst, de akkorra Moss már nagy előnyre tett szert. Hátrébb Behra elment Hawthorn és Salvadori mellett is, ezáltal feljött a negyedik pozícióba, majd miután Lewis-Evans a 47. körben motorhiba miatt kiállni kényszerült, a francia már a harmadik helyen autózott. Moss győzött Schell, Behra, Salvador, Hawthorn és Cliff Allison előtt.
|    | Rsz. | Versenyző               | Csapat        | Körök | Idő/Kiesések   | Rajthely | Pontok |
| -- | ---- | ----------------------- | ------------- | ----- | -------------- | -------- | ------ |
| 1  | 1    | Stirling Moss           | Vanwall       | 75    | 2:04'49,2      | 2        | 9      |
| 2  | 15   | Harry Schell            | BRM           | 75    | +47,9          | 7        | 6      |
| 3  | 14   | Jean Behra              | BRM           | 75    | +1'42,3        | 4        | 4      |
| 4  | 7    | Roy Salvadori           | Cooper-Climax | 74    | +1 kör         | 9        | 3      |
| 5  | 5    | Mike Hawthorn           | Ferrari       | 74    | +1 kör         | 6        | 2      |
| 6  | 17   | Cliff Allison           | Lotus-Climax  | 73    | +2 kör         | 11       |        |
| 7  | 6    | Luigi Musso             | Ferrari       | 73    | +2 kör         | 12       |        |
| 8  | 8    | Jack Brabham            | Cooper-Climax | 73    | +2 kör         | 5        |        |
| 9  | 9    | Maurice Trintignant     | Cooper-Climax | 72    | +3 kör         | 8        |        |
| 10 | 11   | Jo Bonnier              | Maserati      | 71    | +4 kör         | 15       |        |
| 11 | 18   | Carel Godin de Beaufort | Porsche       | 69    | +6 kör         | 17       |        |
| Ki | 10   | Giorgio Scarlatti       | Maserati      | 52    | Féltengely     | 16       |        |
| Ki | 3    | Stuart Lewis-Evans      | Vanwall       | 46    | Motor          | 1        |        |
| Ki | 16   | Graham Hill             | Lotus-Climax  | 40    | Túlhevülés     | 13       |        |
| Ki | 4    | Peter Collins           | Ferrari       | 32    | Váltó          | 10       |        |
| Ki | 12   | Masten Gregory          | Maserati      | 16    | Üzemanyagpumpa | 14       |        |
| Ki | 2    | Tony Brooks             | Vanwall       | 13    | Féltengely     | 3        |        |

## Statisztikák
Vezető helyen:
- Stirling Moss: 75 kör (1-75)

Stirling Moss 8. győzelme, 10. leggyorsabb köre. Stuart Lewis-Ewans  2. pole-pozíciója.
- Vanwall 4. győzelme